# Liste von Luftfahrzeugen der Nationalen Volksarmee

Hoheitszeichen der Luftfahrzeuge der NVA-Luftstreitkräfte 1973–1990

Die Liste von Luftfahrzeugen der Nationalen Volksarmee enthält die Luftfahrzeuge aller Teilstreitkräfte der Nationalen Volksarmee (NVA) seit ihrer Aufstellung im Jahre 1956. Die Liste ist nach Luftfahrzeugklassen und -typen geordnet. Zu jedem Typ wird die Verwendung bei der NVA und wie viel Maschinen in welchen Einheiten in Dienst waren. Die Mehrheit der Luftfahrzeuge stammt aus sowjetischer Produktion, eine andere Herkunft ist beim Typ angegeben. Für genauere Angaben zu den Maschinen und ihres Verbleibs siehe die jeweiligen Artikel.

## Erklärung
- Typ: Nennt den Namen der Maschine. In Klammern ist das Herstellerland angegeben, wenn es nicht die Sowjetunion ist.
- Bild: Hier ist ein Bild der Maschine zu sehen.
- Teilstreitkraft: Die Teilstreitkraft, zu der die Maschinen gehörten.
- Dienstzeit: Von wann bis wann die Maschinen bei der NVA im Dienst waren.
- Truppenteil: Der Truppenteil oder das Geschwader, in denen die Maschinen stationiert waren.
- Stückzahl: Die Anzahl der Maschinen, die insgesamt bei der NVA im Dienst waren.
- Bemerkungen: Nennt den Hauptverwendungszweck der Maschine in der NVA.

## Hubschrauber
| Typ   | Bild    | Teilstreitkraft                                  | Dienstzeit | Truppenteil                                                                    | Stückzahl                              | Bemerkungen |
| ----- | ------- | ------------------------------------------------ | ---------- | ------------------------------------------------------------------------------ | -------------------------------------- | --- |
| Mi-1  |         | LSK/LV Grenztruppen                              | 1957–1973  | Fliegerschule Grenzflieger                                                     | 25 (22?)                               | Leichter Mehrzweck- hubschrauber (Mi-1 sowjetische Produktion / SM-1 polnische Lizenzproduktion). 6 SM-1Sz waren Schulhubschrauber, 4 Mi-1M/SM-1M waren Sanitätshubschrauber mit externen Kabinen zur Krankenbeförderung. |
| Mi-2  |         | LSK/LV Landstreitkräfte Grenztruppen             | 1972–1990  | HG-34 HAG-35 HS-16 KHG-57                                                      | 48                                     | Mehrzweckhubschrauber; auch mit Bewaffnung eingesetzt |
| Mi-4  |         | LSK/LV Volksmarine Grenztruppen                  | 1957–1979  | Grenzkette HG-31 (später 34) HKVM HSVM MHG-18 TAG-4 TFS                        | 48 46 Mi-4A 2 Mi-4MÄ                   | Mehrzweckhubschrauber; durch die Mi-8 ersetzt |
| Mi-8  | Mi-8PS  | LSK/LV Landstreitkräfte Volksmarine Grenztruppen | 1968–1990  | HAG-35 HG-18, 31, 34 HS-16 HSFA-5 KHG-3, KHG-5 MHG-18 STS-29 TG-44 THG-34 UJHS | 109 25 Mi-8S 38 Mi-8T 38 Mi-8TB 8 Mi-9 | Kampf- und Mehrzweckhubschrauber |
| Mi-14 | Mi-14PL | Volksmarine                                      | 1979–1990  | HG-18 MHG-18                                                                   | 15 6 Mi-14BT 9 Mi-14PL                 | U-Boot-Jagd- und Minenabwehrhubschrauber |
| Mi-24 | Mi-24D  | LSK/LV Landstreitkräfte                          | 1978–1990  | KHG-3, KHG-5                                                                   | 54 42 Mi-24D 12 Mi-24P                 | Kampfhubschrauber |

## Flugzeuge
| Typ               | Bild     | Teilstreitkraft    | Dienstzeit | Truppenteil                                                             | Stückzahl | Bemerkungen |
| ----------------- | -------- | ------------------ | ---------- | ----------------------------------------------------------------------- | --- | --- |
| Aero L-29 (ČSSR)  |          | LSK/LV             | 1963–1980  | FAG-25 ZDK-33                                                           | 51 | Strahltrainer; durch die L-39 Albatros ersetzt. |
| Aero L-39 (ČSSR)  |          | LSK/LV             | 1977–1990  | FAG-25 ZDK-33                                                           | 55 53 L-39ZO 2 L-39V | Strahltrainer; eine als L-39V bezeichnete Version diente als Schleppflugzeug für das Luftziel KT-04 bei der Zieldarstellungskette 33. |
| Aero Ae-45 (ČSSR) |          | LSK/LV             | 1956–1965  | VS-14                                                                   | 7 | Verbindungsflugzeug |
| Aero L-60 (ČSSR)  |          | LSK/LV             | 1960–1962  | VS-14                                                                   | 20 | Schul- und Verbindungsflugzeug; danach Einsatz bei der GST und Interflug |
| An-2              |          | LSK/LV             | 1956–1990  | VS-14                                                                   | 36 | Mehrzweckflugzeug; einziger Typ, der von Anfang bis Ende der NVA im Truppendienst stand |
| An-14             |          | LSK/LV             | 1966–1981  | VS-14                                                                   | 4 | Transportflugzeug |
| An-26             |          | LSK/LV             | 1980–1990  | TS-24                                                                   | 12 | Transportflugzeug; Nachfolger der Il-14. |
| Il-14             |          | LSK/LV             | 1956–1982  | TS-24                                                                   | 22 | Transportflugzeug; einige als Il-14F bezeichnete Maschinen dienten als Fotoflugzeuge |
| Il-18             |          | LSK/LV             | 1960–1973  | TG-44                                                                   | 6 5 Il-18W 1 Il-18D | Passagierflugzeug; danach im Einsatz bei der Interflug |
| Il-28             |          | LSK/LV             | 1959–1982  | ZDK-33                                                                  | 10 7 Il-28 2 Il-28R 1 Il-28U | Zieldarstellungsflugzeug; ebenfalls vorhanden war eine Il-28U-Schulmaschine. In der NVA wurde die Il-28 nie für ihren eigentlichen Zweck als Bomber geflogen.                                                                                            |
| Il-62M            |          | LSK/LV             | 1978–1990  | TG-44                                                                   | 5 | Passagierflugzeug Langstrecke, teilweise auch im Einsatz bei der Interflug. |
| Jak-11            |          | LSK/LV             | 1956–1962  | JG-1, 2, 3, 7, 8, 9, VS-14, ZD-21                                       | 100 | Übungsjagdflugzeug; etwa 1958 durch die MiG-15/MiG-17 ersetzt und später nur noch als Zieldarstellungsflugzeug verwendet. Die von der NVA verwendeten Jak-11 stammten aus sowjetischen Beständen oder waren tschechoslowakische C-11-Lizenzbauten.       |
| Jak-18            |          | LSK/LV             | 1956–1974  | FAG-1 JG-3, 7, 8 JAG-10, 25 VFK 1. LVD, 3. LVD VFK OS VFK-31, 33, VS-14 | 62 | Schulflugzeug, in den Versionen Jak-18 und Jak-18U eingesetzt, später durch die L-29 Delfin ersetzt. |
| Let L-410 (ČSSR)  |          | LSK/LV             | 1980–1990  | TAS-45 VS-14                                                            | 12 | Verbindungs- und Transportflugzeug. |
| MiG-15            |          | LSK/LV             | 1956–1965  | JG-1, 2, 3, 7, 8, 9 JBG-37 Fliegerschule                                | ~100 MiG-15bis ~30 MiG-15UTI | Jagdflugzeug; ab 1957/58 durch die MiG-17 ersetzt und an die Fliegerschulen abgegeben. Die zweisitzige Schulversion UTI wurde ab 1964 durch die L-29 ersetzt.                                                                                            |
| MiG-17            |          | LSK/LV             | 1957–1984  | JG-1, 2, 3, 7, 8, 9 JBG-31                                              | 213 14 (?) MiG-17glatt 159 MiG-17F 40 MiG-17PF                                                                                           | Jagdflugzeug; in dieser Funktion ab 1962 durch die MiG-21 ersetzt bzw. teilweise 1973 zum Jagdbomber umgerüstet; ab 1979 durch die MiG-23BN ersetzt. Die meisten bei der NVA eingesetzten MiG-17 waren polnische Lizenzbauten Lim-5 (F) und Lim-5P (PF). |
| MiG-19            |          | LSK/LV             | 1959–1969  | JG-3                                                                    | 24 12 MiG-19S 12 MiG-19PM | Jagdflugzeug; in den Versionen MiG-19S und MiG-19PM nur beim JG-3 eingesetzt und 1968 durch die MiG-21SPS ersetzt. Bedingt durch die schwierige Handhabung gingen mindestens sechs Maschinen durch Abstürze verloren.                                    |
| MiG-21            | MiG-21MF | LSK/LV             | 1962–1990  | JG-1, 2, 3, 7, 8, 9 JAG-15 AFS-31/TAFS-47                               | 567 76 MiG-21F-13 45 MiG-21U 17 MiG-21US 52 MiG-21PF 84 MiG-21PFM/SPS 55 MiG-21PFM/SPS-K 37 MiG-21UM 89 MiG-21M 66 MiG-21MF 46 MiG-21bis | Jagdflugzeug; in mehreren Versionen, auch als zweisitziger Trainer, eingesetzt. |
| MiG-23            | MiG-23UB | LSK/LV             | 1978–1990  | JG-9 JBG-37                                                             | 78 11 MiG-23UB 32 MiG-23ML 12 MiG-23MF 22 MiG-23BN 1 MiG-23S                                                                             | Abfangjagdflugzeug; es existierten ebenfalls eine BN-Jagdbomber- und eine zweisitzige UB-Schulausführung. Eine 1979 von den sowjetischen Streitkräften übernommene MiG-23S diente nur als Technik-Lehrexponat am Boden.                                  |
| MiG-29            |          | LSK/LV             | 1988–1990  | JG-3                                                                    | 24 20 MiG-29A 4 MiG-29UB | Jagdflugzeug; alle 24 Maschinen wurden nach Auflösung der NVA in die Luftwaffe der Bundesrepublik Deutschland übernommen (inzwischen jedoch an Polen weitergegeben)                                                                                      |
| Su-22             |          | LSK/LV Volksmarine | 1984–1990  | JBG-77 MFG-28                                                           | 56 48 Su-22M-4 8 Su-22UM-3K | Jagdbomber; die zweisitzige Schulungsversion hieß Su-22UM-3K. |
| Tu-124            |          | LSK/LV             | 1965–1975  | TG-44                                                                   | 3 | Passagierflugzeug; später an die Aeroflot abgegeben. |
| Tu-134            |          | LSK/LV             | 1969–1990  | TG-44                                                                   | 26 4 Tu-134 22 Tu-134A | Verkehrsflugzeug Kurzstrecke |
| Tu-154 M          |          | LSK/LV             | 1989–1990  | TG-44                                                                   | 2 | Verkehrsflugzeug Mittelstrecke |
| Zlín Z-43 (ČSSR)  |          | LSK/LV             | 1973–1990  | TAS-45 VFK-31, 33 VS-14                                                 | 12 | Kurier- und Verbindungsflugzeug, viersitzige Weiterentwicklung der Z-42. |

## Sonstige
| Typ         | Bild | Teilstreitkraft | Dienstzeit | Truppenteil | Stückzahl | Bemerkungen                                  |
| ----------- | ---- | --------------- | ---------- | ----------- | --------- | -------------------------------------------- |
| Letov KT-04 |      | LSK/LV          | 1980–1990  | ZDK-33      | ca. 70    | Unbemanntes Schleppziel zur Zieldarstellung. |

### Abkürzungen
| - AFS = Aufklärungsflieger - FAG = Fliegerausbildungsgeschwader - HAG = Hubschrauberausbildungsgeschwader - HG = Hubschraubergeschwader - HKVM = Hubschrauberkette Volksmarine - HS = Hubschrauberstaffel - HSVM = Hubschrauberstaffel Volksmarine | - HSFA = Hubschrauberstaffel zur Führung und Aufklärung - JG = Jagdfliegergeschwader - JAG = Jagdfliegerausbildungsgeschwader - JBG = Jagdbombenfliegergeschwader - KHG = Kampfhubschraubergeschwader - LVD = Luftverteidigungsdivision - MFG = Marinefliegergeschwader | - MHG = Marinehubschraubergeschwader - STS = Selbstständige Transportfliegerstaffel - TAG = Transportfliegerausbildungsgeschwader - TAFS = Taktische Aufklärungsfliegerstaffel - TFS = Transportfliegerstaffel - TG = Transportfliegergeschwader - THG = Transporthubschraubergeschwader | - TS = Transportfliegerstaffel - UJHS = U-Boot-Jagdhubschrauberstaffel - VFK = Verbindungsfliegerkette - VFS = Verbindungsfliegerstaffel (veraltet) - VS = Verbindungsfliegerstaffel - ZD = Zieldarstellungsstaffel - ZDK = Zieldarstellungskette |